# Berezin UB
La Berezin UB (УБ - Универсальный Березина; Universalni Berezina, [Ametralladora] Universal Berezin) fue una ametralladora soviética de 12,7 mm para aviones, ampliamente utilizada durante la Segunda Guerra Mundial.  

## Desarrollo

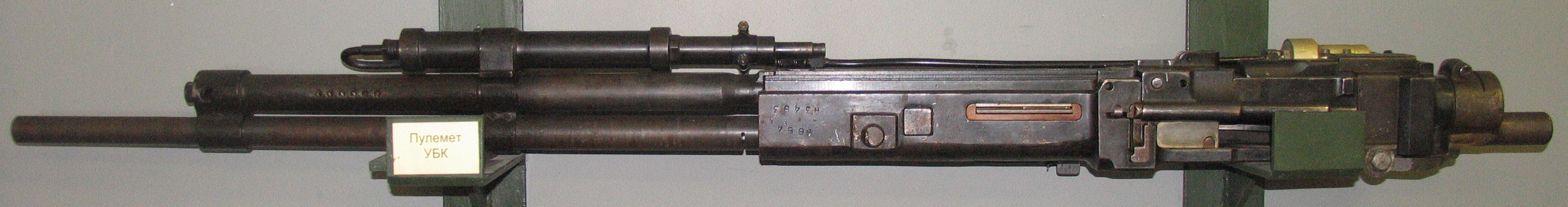
Una UBK.

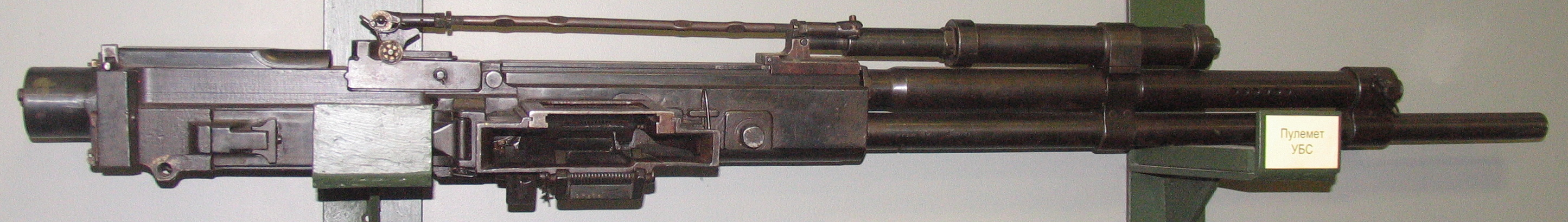
Una UBS.

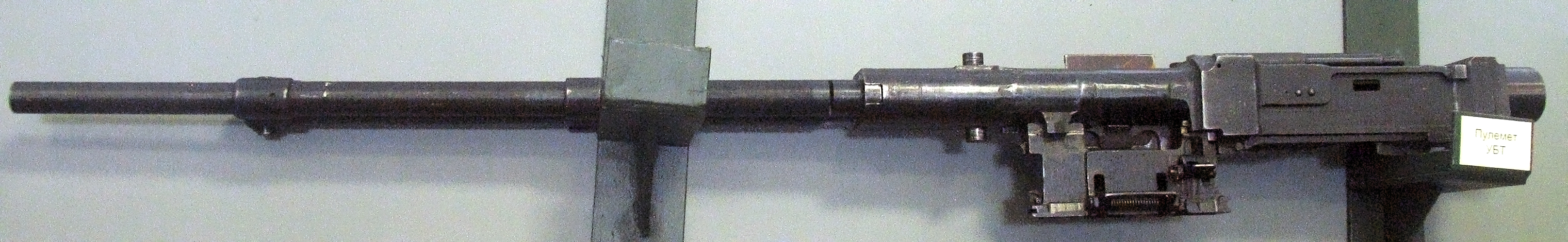
Una UBT.

En 1937, Mikhail Yevgenyevich Berezin empezó a diseñar una nueva ametralladora de gran calibre para aviones que disparase el cartucho 12,7 x 108 de las ametralladoras de Infantería. El nuevo diseño pasó las pruebas de fábrica en 1938 y fue aceptado en servicio en 1939 con la denominación BS (Березин Синхронный; Berezin Sinkhronniy, Berezin Sincronizada). Su cadencia de disparo la hizo apta para emplearse como armamento defensivo a bordo de aviones. A pesar de ser un diseño exitoso, la BS no estaba libre de defectos, el principal siendo su mecanismo de recarga accionado por cable, que necesitaba una considerable fuerza para activarlo. El desarrollo continuo dio como resultado la mejorada UB, que vino en tres versiones: UBK (Kрыльевой; Krylyevoi, para las alas), UBS (Синхронный; Sinkhronniy, Sincronizada) y UBT (Турельный; Turelniy, para torreta), con las UBS y UBK recargadas mediante aire comprimido. La UB fue aceptada en servicio el 22 de abril de 1941, apenas dos meses antes del inicio de la Operación Barbarroja.

## Descripción
La Berezin UB es una ametralladora accionada por los gases del disparo y enfriada por aire, que dispara el cartucho 12,7 x 108. Las municiones son suministradas mediante una cinta de eslabones desintegrables, con un singular sistema en el cual cada nuevo cartucho ayuda a extraer el casquillo disparado. Otra característica inusual era que la cinta avanzaba durante el cierre del cerrojo y no durante el retroceso. Las ametralladoras montadas en torretas eran cargadas manualmente, mientras que las versiones sincronizadas y alares empleaban un mecanismo de recarga neumático.
La UB en todas sus variantes fue empleada por la gran mayoría de aviones militares soviéticos de la Segunda Guerra Mundial.
Un reporte de inteligencia estadounidense de 1952 desclasificado indica que: "La Shkas era un arma comparativamete compleja y bien hecha, cuyo costo implicaba que debía mantenerse en condición operativa el mayor tiempo posible mediante reparaciones y reemplazo de piezas. En contraste con la Shkas, la Beresin [sic] era deliberadamente descartable, ya que el plan de los soviéticos era descartar la ametralladora después de un corto período de uso durante el cual uno u otro de los principales mecanismos del arma se desgastaban o se rompían". El mismo reporte indica que: "El diseño de la ametralladora Beresin [sic] estuvo muy influenciado por un cañón automático Lahti de 20 mm capturado; muchas características del cañón finlandés aparecen en todos los modelos de la Beresin [sic]".

## Producción
Las siguientes cifras de producción se pueden hallar en los archivos soviéticos:
- 1941 — 6,300
- 1943 — 43,690
- 1944 — 38,340
- 1945 — 42,952

## Influencias
El cañón automático Berezin B-20 empleaba una versión de mayor tamaño del mecanismo de la UB.
El cañón automático Volkov-Yartsev VYa-23 emplea una versión de mayor tamaño del mecanismo de la UB.